# 交響性ミリオンアーサー
『交響性ミリオンアーサー』（こうきょうせいミリオンアーサー、KOU-KYOU-SEI Million Arthur）は、スクウェア・エニックスのオンラインRPG。『拡散性ミリオンアーサー』から展開しているミリオンアーサーシリーズの一つで、2018年2月6日にミリオンアーサーシリーズ 新プロジェクトの一つとして発表された。

## 概要
『叛逆性ミリオンアーサー』と同時発表された新規タイトルで、ジャンルはキャラハントアクションRPG。ヘッドロックとの共同開発。
2018年10月4日より日本国内サービス開始。タイトルにある「交響」は、従来のアーサー王伝説に北欧神話の要素が足され、「伝説」と「神話」が交差し、響き合うという意味を持つ。カードバトルRPGだった従来のシリーズからシステムを一新、フィールドを自由に駆け回りながら敵を倒していくアクションRPGへと変わっている。時代設定は「拡散性」や「乖離性」の数百年先の未来の世界となっている。
本作におけるキーワード「L.O.K.I.因子」や他シリーズ作品の「マーリン」とは異なる風貌や性別になっている謎などはストーリーを進めると明らかになるとのことだったが、道半ばでサービス終了のため、その全容は明かされていない。
拡散性ミリオンアーサーにおける企画段階で、コンセプトアートとして描かれたが使われなかったタイプ・ゼロ的なキャラクターのデザインを元に新しくデザインされたものがメインキャラクター達となっており、交響性の企画の立ち上げ時は「ミリオンアーサー・ブラックセル」という仮タイトルであった。

## 登場キャラクター
マーリン
声 - 早見沙織
イラストレーター - しょういん
年齢 - 17歳
身長 - 155cm
謎多き魔法使いの少女。「断絶の時代」由来の浮遊都市「スキーズブラズニル」を発掘・統治し、新たな円卓の騎士とエクスカリバーを生み出した。キャメロット奪還のために、エクスカリバーによって「アーサー」の選定を行う。頭の装飾は聖パトリックを意識したデザインとなっている。
アーサー（男/女）
声 - 内山昂輝/潘めぐみ
イラストレーター - 牛木義隆
本作の主人公。マーリン達によって行われた適性試験を突破し、エクスカリバーに選ばれて新たな「竜」の王、アーサーとなった。ブリテンに跋扈する暴走した騎士や巨人、魔物達を討伐し、世界に平和をもたらさんと戦いに挑む。
ラタトスク
声 - 大久保瑠美
イラストレーター - 牛木義隆
年齢 - 12歳(妖精年齢)
身長 - 150cm
アーサーをサポートするためにマーリンが用意したリスの妖精。陽気で明るい元気娘だが、時折毒のあることを言って、周囲の対立を煽ることも。アーサーやマーリンをよくかじってくる小悪魔的なウザカワマスコット。ひまわりの種が好物。

### 円卓の騎士
ランスロット
声 - 神谷浩史
イラストレーター - しょういん
利き手 - 右手
武器 - 剣・盾
年齢 - 22歳
身長 - 180cm
体重 - 70kg
サイズ - C88 W71 H90
特性 - 強化型⇔堅守生命(イグジステンスソリッド)
騎士スキル - 湖水型⇔輝光剣(アロンダイト・レグズ)
サポートスキル - 妨害型⇔封鎖氷結(エターナルフロスト)
「湖の騎士」の因子とL.O.K.I.因子を組み合わせることによって「ラグズ(水)」のルーンの力が発現した騎士。マーリンによって作られた最初の騎士にして、円卓の騎士達のリーダー的な存在。いまいちアグラヴェインと反りが合わない。物腰は柔らかく、外見と相まって優柔不断そうに見えるが、その実、頑固者で融通がきかない。ラタトスクによって命名されたあだ名は「ランスロ」。
アグラヴェイン
声 - 松岡禎丞
イラストレーター - しょういん
利き手 - 左手
武器 - 魔器
年齢 - 19歳
身長 - 178cm
体重 - 68kg
サイズ - C80 W68 H80
特性 - 支援型⇔弱点狙撃(フェイタルサイト)
騎士スキル - 松明型⇔追訴撃(アキューズ・ケーン)
サポートスキル - 回復型⇔癒雨散水(ヒールレイン)
策士の騎士の因子とL.O.K.I.因子を組み合わせることによって「ケーン(松明)」のルーンの力が発現した騎士。物腰こそ柔らかいが、優男にも見え、いかにもといった曲者にも見える風貌であり何を考えているかを悟らせない戦略家。感情を排除して仕事をこなすプロフェッショナル。……かと見せかけて、自分の情に縛られて、率直に動くタイプでもある。因子構造に癖があるのか、ランスロットとしばしば反発し合うが、それを楽しむきらいがある。普段はクールな顔をしているが、デレる時はデレる。料理が得意。ラタトスクによって命名されたあだ名は「アグべぇ」。
パーシヴァル
声 - 井上麻里奈
イラストレーター - しょういん
利き手 - 右手
武器 - 槍
年齢 - 18歳
身長 - 163cm
体重 - 51kg
サイズ - B87 W51 H82
特性 - 強化型⇔制覇制空(スカイルーラー)
騎士スキル - 豊穣型⇔貴人槍(ジェントル・イングズ)
サポートスキル - 風撃型⇔烈風怒涛(ストームツイスト)
探索者の因子とL.O.K.I.因子を組み合わせることによって「イングズ(豊穣)」のルーンの力が発現した騎士。「結果」を求める心が強化されており、何事よりも結果を優先する。ガラハッドとの相性がよく、特に自身も部下系の真面目な気質が強いためガラハッドを上官として慕い、2人で並び歩く姿がよく目撃される。怒らせると円卓の騎士の中では一番怖いという噂。細身の槍を扱う。ラタトスクによって命名されたあだ名は「パーシー」。
ガラハッド
声 - 花澤香菜
イラストレーター - しょういん
利き手 - 両利き
武器 - 剣・盾
年齢 - 20歳
身長 - 166cm
体重 - 49kg
サイズ - B90 W58 H85
特性 - 支援型⇔絶対城砦(ヘヴィフォートレス)
騎士スキル - 城門型⇔探究剣(クエスト・スリサズ)
サポートスキル - 妨害型⇔転倒衝撃(ブラストダウナー)
穢れ無き騎士の因子とL.O.K.I.因子を組み合わせることによって「スリサズ(門)」のルーンの力が発現した騎士。男装の麗人にして、常に落ち着いた物腰でたたずむ。……ようにみえてどこか間の抜けた言動を取ることも多く、周囲を困惑させることも。「残念美人」的な印象を周囲に与えるが、その雰囲気と圧倒的な戦闘能力の高さ、指揮官然とした態度にパーシヴァルをはじめ、人は惹きつけられるのかもしれない。極度の方向音痴。ラタトスクによって命名されたあだ名は「ガラハッち」。
ガレス
声 - 水瀬いのり
イラストレーター - しょういん
利き手 - 右手
武器 - 杖
年齢 - 16歳
身長 - 150cm
体重 - 38kg
サイズ - B70 W52 H71
特性 - 支援型⇔恒常恩恵(エヴァーフォーチュン)
騎士スキル - 贈与型⇔癒手杖(ボーマン・ゲーボ)
サポートスキル - 火撃型⇔爆裂御弾(ティドリーウィンクス)
誰よりも美しく、白い手を持つ者の因子とL.O.K.I.因子を組み合わせることによって「ゲーボ(贈物)」のルーンの力が発現した騎士。その美しく白い、か細い指先は触れるものを癒すという。気弱な性格だが、因子の影響もあり、「誇り」に重きを置く、円卓の騎士の中でも特に正統派の騎士でもある。同時期に製造されたガウェインとは因子上の妹にあたり、兄のことを心の底から尊敬している。頭に巻いている装備は金属製。ラタトスクによって命名されたあだ名は「ガレスっち」。
ガウェイン
声 - 村瀬歩
イラストレーター - しょういん
利き手 - 右手
武器 - 剣・盾
年齢 - 20歳
身長 - 170cm
体重 - 55kg
サイズ - C88 W69 H86
特性 - 強化型⇔全力解放(フルバースト)
騎士スキル - 太陽型⇔紅炎剣(ガラティーン・シーゲル)
サポートスキル - 火撃型⇔直射太陽(サンライトバースト)
鷹の騎士の因子とL.O.K.I.因子を組み合わせることによって「シーゲル(太陽)」のルーンの力が発現した騎士。行動は直情径行で、感情をストレートに出す。熱くなって対抗もする一方で、一度気を許したらとことんまで信用する。直情的な熱血漢でありながらも、いざ戦闘となると冷静沈着な側面も垣間見せる。同時期に製造されたガレスとは因子上の兄にあたり、妹のことを溺愛しており、周りから「シスコン」呼ばわりされることも。炎に包まれた剣と盾風の籠手を使う。剣の内側の赤い部分はチェーンソーになっている。ラタトスクによって命名されたあだ名は「ガウェインっち」。
モードレッド
声 - 村川梨衣
イラストレーター - しょういん
利き手 - 右手
武器 - 魔器
年齢 - 16歳
身長 - 155cm
体重 - 45kg
サイズ - B83 W55 H80
特性 - 支援型⇔不確猛襲(オンスロート)
騎士スキル - 雹壊型⇔斬裂奏(クラレント・ハガル)
サポートスキル - 闇撃型⇔重力猛追(グラビティチェイス)
反逆者の因子とL.O.K.I.因子を組み合わせることによって「ハガル(雹)」のルーンの力が発現した騎士。ネガティブで自信がなく、周囲に負のオーラをふりまく。ネガティブの根幹は喪失感で、愛する者を失いたくない気持ちが彼女の中で場所を選ばず加速し、疾走する。かわいらしい見た目に反して、円卓の騎士の中でもトップクラスの魔力を秘めており、その場の全てを破壊しつくす強大な力を持つ。とある出来事を機にアーサーに対して恋心を抱くようになるが、その行き過ぎた愛情表現によく周囲が振り回されている。左右で色の異なる瞳を持つ少女で、常にツンツンしているが、それは弱い一面を隠すため。ラタトスクによって命名されたあだ名は「モルモル」。
ベディヴィア
声 - 黒田崇矢
イラストレーター - しょういん
利き手 - 右手
武器 - 槍
年齢 - 33歳
身長 - 188cm
体重 - 90kg
サイズ - C102 W81 H100
特性 - 強化型⇔攻撃不滅(イモータルアサルト)
騎士スキル - 剛毅型⇔輝貫槍(ライトニング・トラスト)
サポートスキル - 殴撃型⇔地脈解放(グランドゲイザー)
抑制者の因子とL.O.K.I.因子を組み合わせることによって「テイワズ(戦士)」のルーンの力が発現した騎士。片腕は異常なまでに兵装化されており、円卓の騎士最大級の怪力を誇る隻眼の騎士。義手である右手は高火力の兵器となっており、武器には斧と槍が一緒になった斧槍を使用している。豪快な性格だが、コミカルな一面も。大らかでよく笑い誰とも対等に接する性格に多くの騎士が彼を慕い、相談に訪れる。ラタトスクによって命名されたあだ名は「ベディぴー」。

### ノルニル
ウルズ
声 - 石上静香
イラストレーター - 牛木義隆
利き手 - 右手
身長 - 169cm
体重 - 53kg
サイズ - B90 W59 H85
ユグドラシルの監理者、ノルンの運命の3姉妹の長女。何事も規則が最優先で、「過去」に決めたことや信念を曲げない。強い信念で常に規則を守るため行動する。「モルゴース」の偽名を名乗り、アーサー達の前に現れる。遥か昔に植え付けられた監理者としての役割に縛られており、ユグドラシルを守ることこそが何よりも優先すべき使命だと思っている。
ヴェルダンディ
声 - 大空直美
イラストレーター - 牛木義隆
利き手 - 右手
身長 - 160cm
体重 - 48kg
サイズ - B83 W52 H80
ユグドラシルの監理者、ノルンの運命の3姉妹の次女。過ぎ去ったことよりも「現在」何をするべきかが最優先で、今の自分にとって正しいと信じる道を突き進むのが信条。「エレイン」の偽名を名乗り、アーサー達の前に現れる。現在を生きる人々のために、ユグドラシルをどう役立てるべきかを常に模索している。考え方は柔軟で、敵味方関係なく、自分が正しいと信じる道を行く。
スクルド
声 - 花守ゆみり
イラストレーター - 牛木義隆
利き手 - 左手
身長 - 153cm
体重 - 41kg
サイズ - B70 W48 H73
ユグドラシルの監理者、ノルンの運命の3姉妹の三女。非効率的な方法を嫌い、合理的に解決することが最優先で、戦闘においても魔法をぶっ放して全部更地にしたい性格。「モーガン」の偽名を名乗り、アーサー達の前に現れる。交戦的な性格で、武装女神集団「ワルキューレ」の指揮官でもある。より良い「未来」を創るために、ラグナロクの起動が必要だと考えている。

### 他キャラクター
ボールス
声 - 川原慶久
イラストレーター - c.seryl
利き手 - 両利き
身長 - 183cm
体重 - 78kg
サイズ - C88 W70 H89
ブリテンで暗躍する謎の盗賊「霞の旅団」の副団長。キャメロットの存在を隠すために各地に空間の歪みを発生させている装置の破壊を阻止しようと魔導実験炉エリアを守っている。
ラモラック
声 - 村田太志
イラストレーター - しょういん
利き手 - 右手
身長 - 178cm
体重 - 63kg
サイズ - C81 W72 H89
三銃士の1人。キャメロットの存在を隠すために各地に空間の歪みを発生させている装置の破壊を阻止しようとトール、コンスタンティンと共にアーサー達の前に現れる。記憶の混濁により、愛する人の名前を忘れてしまったが、因子レベルで惚れ込んだ相手がいたことは覚えている。「モルゴース」の偽名を名乗るウルズに協力している。
トール
声 - 佐倉綾音
イラストレーター - しょういん
利き手 - 右手
身長 - 148cm
体重 - 45kg
サイズ - B83 W57 H81
三銃士の1人。キャメロットの存在を隠すために各地に空間の歪みを発生させている装置の破壊を阻止しようとラモラック、コンスタンティンと共にアーサー達の前に現れる。防衛も後方支援も何でも人並みにこなすが、本人は器用貧乏である自分に悩んでいる。名前の由来にもなっている雷神に近づけるべく生み出された騎士。
コンスタンティン
声 - 雨宮天
イラストレーター - 閏月戈
利き手 - 右手
身長 - 168cm
体重 - 55kg
サイズ - B84 W56 H86
三銃士の1人。キャメロットの存在を隠すために各地に空間の歪みを発生させている装置の破壊を阻止しようとラモラック、トールと共にアーサー達の前に現れる。
ペリノア
声 - 石川由依
イラストレーター - NIL
利き手 - 右手
身長 - 165cm
体重 - 50kg
サイズ - B89 W58 H82
ノルンによって生み出された「ナウシズ(欠如)」のルーンの力が発現した騎士。ブリテンを救いたいという気持ちに嘘偽りがないかを確かめるためにアーサー達の前に現れた。クールであまり感情を表に出さない、銀髪ショートの美少女。他の円卓の騎士にも引けを取らない実力の持ち主。ラタトスクによって命名されたあだ名は「ペリペリ」。
ガヘリス
声 - 浪川大輔
イラストレーター - まろ
利き手 - 右手
身長 - 171cm
体重 - 62kg
サイズ - C75 W65 H82
特性 - 強化策＝集積復讐(ヴェンデッタストレージ)
騎士スキル - 断罪剣＝懲悪正義(パニッシュメント・ヴァイス)
サポートスキル - 術火／唯華炎上(ヘイル・ブレイズ)
強大な力を持ったロット王の因子を組み込んだ騎士の1人。ガウェインやガレスと共に火山エリアの担当を任されている。恐るべき力を持つものの、自身の敵愾心と正義感を混同するきらいが見受けられる。相手を敵と認識したら最後、無二の親友や親代わりの人物であっても容赦なく攻撃を加えるため、ブレない破壊行為という意味で、単純な戦力だけで考えれば極めて優良。ただし悪心を持って利用しようなどと考えれば、その刃は即座に王の首へと翻る。常に正義の名の下に行動しているが、いつも誰かのためにと戦うアーサーと共に戦っているうちに本当の正義とはどうあるべきかを考えるようになる。
セルディック王
声 - 新谷真弓
イラストレーター - エムド
小さい子供のような見た目だが、強大な魔力を持ち、魔動兵器ウートガルザに乗って戦う外敵の女王。子供扱いしたりお子様呼ばわりされると怒る。
ロット王
声 - 置鮎龍太郎
イラストレーター - NIL
利き手 - 右手
身長 - 227cm
体重 - 113kg
サイズ - C122 W90 H118
マーリンではない何者かに過去のロット王の因子から作り出された騎士。別の個体であっても、アーサーとエクスカリバー、ブリテンへの思いはその因子の中に刻まれている。古代神殿エリアで何かを守っている。
エニード
声 - 井口裕香
イラストレーター - きんぎん
利き手 - 左手
武器 - 魔器
年齢 - 14歳
身長 - 148cm
体重 - 40kg
サイズ - B71 W54 H72
特性 - 術援／追撃衝光(ライトニング・チェイス)
騎士スキル - 術援／静寂破声(フォービドゥン・シャウト)
サポートスキル - 術援／光壁結界(ライト・プロテクション)
近接戦闘を行う騎士との連携を想定して製造された、回復を専門とする後方支援用の騎士。単体での殴り合いは得意ではないが、遠距離からの魔法攻撃や回復などで優れた力を発揮する。円卓の騎士エレックとはパートナーであり、テレパシーで意思疎通が出来る。
ローエングリン
声 - 伊藤かな恵
イラストレーター - 閏月戈
利き手 - 右手
身長 - 151cm
体重 - 50kg
サイズ - B79 W55 H81
特性 - 術援／追撃衝闇(ダークチェイス)
騎士スキル - 真闇／永滅報撃(エターナルリベンジ)
サポートスキル - 術援／闇壁結界(ダーク・プロテクション)
パーシヴァルと因子的に近い騎士。モードレッドと共に魔導実験炉エリアの担当を任されている。確実なダメージを常に与え続ける事で敵を倒す、堅実が形を得たような騎士。発掘された「断絶の時代」の遺物を適切に管理する役割を持つが、当人は暇を持て余して各地を放浪、悪党を成敗するなど独自の行動も取っている。
クレア
声 - 矢作紗友里
イラストレーター - 八宝備仁
利き手 - 右手
武器 - 杖
年齢 - 18歳
身長 - 155cm
体重 - 48kg
サイズ - B88 W54 H71
騎士スキル - 術援／突出否定(レジェンドユニフォーミティ)
常に堅実、安定、定石に従った戦術指南を行う事で、味方の生存率上昇という地味だが確実な成果をあげる騎士。現在は主にボールスジュニアのサポートに回る。ストッパー役としては極めて優秀なのだが、逆を言えば行動を読まれやすいリスクも孕む。破天荒な行動を取る他の騎士と共にある事で最大の力を発揮する。
ジャンヌダルク
声 - 佐倉綾音
イラストレーター - 牛木義隆
利き手 - 左手
武器 - 杖
年齢 - 17歳
身長 - 156cm
体重 - 41kg
サイズ - B81 W54 H82
騎士スキル - 神託威光#99(オルレアンブライト)
海岸に打ち上げられた少女から取り出した因子で作られた複製。元となった人物は「外敵」出身のレジスタンスと思われるが、言動には不自然な点も多い。特殊な「神託」によって特別な力を得ているようだが詳細は不明。複製の元となった人物は、本来この時代にはまだいないはずだが……？
コルグリヴァンス
声 - 芹澤優
イラストレーター - るろお
利き手 - 右手
武器 - 剣・盾
年齢 - 17歳
身長 - 155cm
体重 - 49kg
サイズ - B82 W53 H81
騎士スキル - 犠牲覚悟#78(ライフヴォーテックス)
防衛や撤退のエキスパートとして開発された騎士。巨大な盾を使い、重要人物が受けるダメージを代わりに引き受ける戦術を得意とし、徹底した時間稼ぎをしながら、相手が苛立ち集中力を欠いたところで的確に傷を負わせていく戦い方で、確実に敵を葬っていく。
ビスクラヴレット
声 - 井澤詩織
イラストレーター - CUTEG
利き手 - 右手
武器 - 槍
年齢 - 16歳
身長 - 148cm
体重 - 39kg
サイズ - B82 W55 H84
騎士スキル - 破砕槍／噛砕狼牙(ハングリーファング)
優れた騎士として製造されたが、身内からの憎悪によって魔法を受け、人狼と化した少女。逆にその魔法を逆手に取り、並の騎士を凌駕する戦闘能力を手に入れた。その気になれば元の騎士に戻ることもできるのだが、本当に戻るべきか否か悩み中。
エヴェイン
声 - 悠木碧
イラストレーター - 兎塚エイジ
利き手 - 右手
身長 - 155cm
体重 - 49kg
サイズ - B95 W58 H83
特性 - 術援／増幅致命(クリティカルゲイン)
騎士スキル - 術癒／戦力調整(ステータスコントロール)
サポートスキル - 術癒／応急治癒(クイックヒール)
先端に宝石を取りつけた杖から放つ魔法の大技を連発する戦法を好む騎士。その運用に際しては「彼女に合わせる」ことを念頭に置かなければ爆発に巻き込まれるのは避けられない。実戦向けのセオリーからかけ離れたそのピーキーな因子構造から、膠着した戦況を引っ掻き回すには極めて有用と評価されている。定期的に爆破魔法を使用しないとその影響で胸が大きくなってしまうらしい。
シーザー
声 - 矢作紗友里
イラストレーター - 逢倉千尋
利き手 - 右手
身長 - 158cm
体重 - 49kg
サイズ - B82 W54 H81
知略に長けた戦略家。天才軍師と名高く、勝負事にはめっぽう強い。「王道」を自らの手で切り開く唯我独尊の騎士。単純な戦闘能力の他、話術や政治の分野でも凄まじい才能を発揮する。実は沈没船の中にあった古代の英傑の遺骨から因子を採取した複製。オリジナルは太古の時代、究極の軍人と賞賛された人物だった。良くも悪くも天才肌で、その力を当然のもの、平均値のものでしかないと考えているため、才能に対する恐怖や嫉妬にやや頓着しない傾向あり。
シェイクスピア
声 - 沢城みゆき
イラストレーター - ブリキ
利き手 - 右手
身長 - 159cm
体重 - 43kg
サイズ - B91 W58 H86
ブリテンの人里離れた森に住まう女性から採取した因子によって製造された複製。元となった人物はブリテン屈指の天才劇作家とされているが、めったに人前に現れないため、その姿を見たものはほとんどいない。次から次へ物語のインスピレーションが湧いてくるが、それで周囲を騒がせてしまっている。「断絶の時代」の技術により複製された影響か魔女に憧れており、元来持ち合わせていた観察眼と言語能力の高さにより非常に高い魔法スキルの習得に成功している。
スノーホワイト
声 - 雨宮天
イラストレーター - 文倉十
利き手 - 右手
身長 - 148cm
体重 - 45kg
サイズ - B79 W55 H80
白雪姫の因子を持ち、たとえ死してもその美しさが損なわれる事はないといわれる騎士。謎の老婆から貰った林檎をあっさり食べたり、出自不明の小人達の正体も確かめずに寝室の番を任せたり、他人への警戒心がほとんどないため、身の危険にさらされやすいが、「七つの影」と言われる従者達が危険から守ってくれる。実は森の中で眠っていた人物の複製で、オリジナルは成長すれば世界一の美女に化けるらしい。
ティスト
声 - 早見沙織
イラストレーター - るろお
利き手 - 両手
身長 - 157cm
体重 - 44kg
サイズ - B84 W57 H88
様々な用途で製造される騎士の性能を、本来の用途である戦闘における敵陣の殲滅力を重視してカスタマイズした騎士。湖で製造され、時を司る妖精の元で育てられた。時を操る術を学び、少しの時間を戻すことが出来る魔法を外敵との戦いに生かしているも、元来殺生が嫌いな為、戦いも消極的になりがち。引っ込み思案で優しい性格から周りに流されやすく、頼み事をされると中々断れない。
フィオナーレ
声 - 新田恵海
イラストレーター - しょういん
利き手 - 右手
身長 - 158cm
体重 - 44kg
サイズ - B79 W55 H81
何よりも本が大好きな騎士。ある人から貰った大きな分厚い本を命よりも大切にしている少女。そのある人が誰なのか、誰にも教えたことはない。本の中に自分の敵となりうる者があればいかなる道具を使ってでも排除すべしと書いてあり、それに感化されて本を武器に戦っている。常に本を持ち歩いているが魔法で出し入れすることも可能。便利な媒体が存在する時代でも「紙の本」という物理媒体だからこその良さを大切にしている。
ペリアス
声 - 佐倉綾音
イラストレーター - ぽんかん⑧
利き手 - 右手
身長 - 158cm
体重 - 50kg
サイズ - B81 W55 H83
特性 - 追撃衝氷#90(アイスチェイス)
騎士スキル - 慕情裏目#90(ハートブレイクダメージ)
サポートスキル - 術援／氷壁結界(アイス・プロテクション)
恋愛対象は女性寄り。恋に対して熱い情熱を燃やしており、恋すると自分に自信がない人でも変われたり、背伸びしたり、想像以上の力が出せたりなどといった「恋は魔法」を体現するような騎士。
漁夫王ぺラム
声 - 森川智之
イラストレーター - 凪良
利き手 - 両利き
身長 - 192cm
体重 - 85kg
サイズ - C95 W75 H93
特性 - 支援策＝武技明哲(ウィズダムアーツ)
騎士スキル - 神聖槍＝断裂突貫(ランスオブセイントブラッド)
サポートスキル - 術闇／暗呪鎖陣(カースドサークル)
極めて強大な力を秘めた槍を操る騎士で、「断絶の時代」の遺物・遺跡を管理する一族の長の因子から作り出された特殊な個体。聖杯と呼ばれる究極の遺物を追い求めているが、オリジナルの漁夫王と違って不完全であるため、それがどんな形をしていて、どこに眠っているのかが分からない。あてどもない焦燥感だけが募り、それが爆発的な戦闘力に直結しているらしい。聖杯に対して並々ならぬ執念を燃やすが、調整中の不備で暴走し、カップやコップなど杯の形をしたものならなんでも聖杯と思い込むようになってしまった。
複製型オイフェ
イラストレーター - 凪良
利き手 - 左手
身長 - 164cm
体重 - 43kg
サイズ - B86 W55 H88
オイフェの因子を元に製造された複製。スカアハの膨大な知識を受け継いだ複製型スカアハが、万が一「外敵」の手に落ちた際に破壊する役割を与えられている。壁や木々さえ足場にする「断絶の時代」の深靴「ホース＝チャリオット」のレプリカを装備し、戦場を軽やかに駆け巡る。
制圧型金髪のイゾルデ
イラストレーター - 藤ちょこ
利き手 - 左手
身長 - 151cm
体重 - 48kg
サイズ - B81 W55 H85
様々な用途で製造される騎士の性能を、本来の用途である戦闘における敵陣の殲滅力を重視してカスタマイズした騎士。追加プログラム「愛の秘薬」のせいでシステムに致命的な損傷を受け、本来の役割を負えない状態になってしまう。とにもかくにもトリストラムが第一なのだが、感極まるとヤンデレに変貌するという噂も。普段は温厚だが、こと恋愛が絡むとすぐに死んでも良いとか言い出す困った騎士。
複製型モルゴース
イラストレーター - ミユキルリア
利き手 - 右手
身長 - 164cm
体重 - 46kg
サイズ - B96 W58 H90
密偵が決死の覚悟で入手した魔女モルゴースの毛髪から因子を抽出する事で製造された複製。魔女モルゴースの仕組みや弱点を調べるため、そして実戦投入する目的で使用される。人間ではなく魔女の因子から製造された個体であるため、円卓模型によって制御できるかどうかは未知数。
竜騎型モードレッド
イラストレーター - izumi
利き手 - 右手
身長 - 178cm
体重 - 68kg
サイズ - C88 W70 H90
モードレッドの因子を元に造られた騎士。神竜バハムートの因子が組み込まれており、複製でありながら本体をも凌駕する潜在能力の持ち主。
※ 作品間で異なるスリーサイズが存在するキャラクターは交響性におけるゲーム内データに準拠して記載

## 主題歌
「Birth of Legend」歌：水樹奈々
作詞：藤林聖子 / 作曲：南田健吾/ 編曲：南田健吾 
オープニングアニメ制作：J.C.STAFF

## スタッフ
- プロデューサー - 岩野弘明、山﨑裕介
- シナリオ監修 - 鎌池和馬[8]
- 音楽 - 下村陽子[8]
- 背景 - 窪洋一
- キャラクター原案 - BUNBUN[8]
- メインキャラクターデザイン - 牛木義隆、しょういん[8]
- キャラクターデザイン - 逢倉千尋、文倉十、伊藤龍馬、兎塚エイジ、閏月戈、エムド、CUTEG、きんぎん、saberiii、凪良、NIL、八宝備仁、ブリキ、ぽんかん⑧、まろ、るろお[8]

## ゲームシステム
- ワールドマップに広がる各エリアのステージをクリアしていくことで段々とシナリオが進んでいくステージ制を採用。
- 倒した敵のキャラクターを捕まえて、味方にすることが出来るキャラハントシステムが本作の最大の特徴。
- 主人公の3Dアバターの髪型、髪色、顔、目の色、肌、声、胸の大きさ・角度などを変えられるキャラメイクシステムも本作の特徴の一つ。
- 4種のジョブ(ナイト、ランサー、キャスター、ビショップ)から1つを選び、好きなプレイスタイルでクエストに挑戦出来る。
- ジャンプして崖や段差を飛び越えたり、倒すと橋になる木、滑る氷の床などのステージギミックも豊富。仲間を担いで運んだり、投げるなどの様々なアクションが用意されている。
- バーチャルパッド上のボタンとジョイスティックを組み合わせて操作を行う。
通常攻撃、スキル、ジョブスキル、エクスカリバー(超必殺技)、ジャンプ、ローリング、投げる、ターゲット(敵をオートターゲット)、チャット、エモート、オートボタンなど。
- カメラモードは見下ろし視点(カジュアル)とキャラクターの背後からの視点(ダイナミック)の2種類があり、各々のプレイスタイルや状況に応じて切り替えられる。

## ジョブ
ナイト（武器種：片手剣）
高いHPと防御力を誇り、ジョブ専用のスキルであるガードで受けるダメージを軽減することも可能。生存力は全ジョブの中でもトップクラス。
ジョブスキル　職技／絶対防御(ガード)
エクスカリバー　奥義／無限剣閃
ランサー（武器種：槍）
物理攻撃力に優れ、シンプルながらテクニカルな側面もあるジョブ。ジョブ専用スキルを使うとスキル消費に必要なゲージ量を減らせるため、ゲージの運用が上手だと高い火力を出すこともできる。
ジョブスキル　職技／極限集中(フォーカス)
エクスカリバー　奥義／全壊廻斬
キャスター（武器種：魔器）
4ジョブ中で唯一遠隔攻撃が可能なジョブ。魔法による攻撃で高いダメージを与えることができる反面、接近しての戦いは苦手。戦闘時の位置取りには注意が必要。
ジョブスキル　職技／弱体法陣(フィーブル)
エクスカリバー　奥義／暴風隕石
ビショップ（武器種：杖）
体力の減った味方を回復できるジョブ。尖ったステータスこそないが、全体的にステータスのバランスが良いため、ヒーラーでありつつも前線に立って戦うこともできる。
ジョブスキル　職技／治癒拡散(ヒール)
エクスカリバー　奥義／浄化煌光

## 用語集
アーサーランク
クエストをクリアして入手した経験値により上昇する。ランクに応じて育成要素や様々な機能が開放される。
エクスカリバー
アーサーが持つ剣、または1クエストに1回だけ使える超必殺技のこと。
SG(スキルゲージ)
HPの下に表示されている。通常攻撃を当てるとゲージが溜まっていき、スキルを発動すると消費する。
霞の旅団
各地で暗躍していると言われている盗賊団。霜の巨人ヨトゥンの侵攻を食い止めてくれているように見えるが……真の目的は不明。
騎士遠征
クエストに参加していない騎士を一定期間遠征に出し、報酬を手に入れることが出来る機能。
キャメロット
現在は何者かに奪われていて、不可侵都市となっているブリテンの中枢。
キャラハントシステム
倒した敵のキャラクターを捕まえて、味方の騎士にすることが出来る本作のメインシステム。仲間にした騎士をクエストに連れて行ったり、プレイヤーが操作することも可能。
ギルドオーダー
プレイヤー間の協力イベント。最大10人参加可能。
霜の巨人ヨトゥン
氷海エリアを襲撃している巨人達。
新生「円卓の騎士」
マーリンがL.O.K.I.因子と特殊なルーンを組み込み製造した特殊な円卓の騎士達。その因子の影響で今までの作品に登場した円卓の騎士と見た目も性格も変化している。
スキーズブラズニル
マーリンが発掘したアーサー達の拠点となる「断絶の時代」製の浮遊都市。
スルト
ガウェインが旧時代の遺物に触れた時に発現した謎の力。
戦闘力
クエストに参加するために必要な目標パラメーターの総合値。装備やジョブのレベルを上げることで増えていく。
忠誠度
数値が上がると騎士ストーリーが解放され、タッチ時の反応やボイスが変化する。ステージクリアや「騎士への恩賞」をプレゼントすることでも上げることが出来る。
ノルニル(ノルンの運命の3姉妹)
ユグドラシルの監理者であるウルズ、ヴェルダンディ、スクルドの三姉妹。断絶の時代以来ずっと眠り続けていたが、マーリンによってユグドラシルと共に目覚めさせられたという。
バルドル
古代神殿エリア(ヘヴリディーズ浮遊遺跡)を守っているロット王に何者かが与えた謎の力。ロット王と戦ったベディヴィアいわく「神の奇跡」のような力。
捕獲型リトルグレイ
キャラハントの成功率を上げる金色のUFO。
魔動兵器ウートガルザ
セルディック王が乗っているメカ。
模造の器
攻撃するとキャラハント可能な騎士が出てくる棺桶のような物体。
ユグドラシル
天を貫くほどの大きさの大樹、その根元にマーリン達が奪還を目指しているキャメロットの居城がある。
ユタポンヌR
クエストでHPが0になった時に使用すると復活できるアイテム。
ユミル
霜の巨人ヨトゥンの女王。アーサーや円卓の騎士達を「小さき者」と呼ぶ。
ラインゴルド
本作において、アーサーが持つエクスカリバーの刀身に使われている特殊な素材。
ラグナロク
ランスロットいわくマーリンの望みであり目的、その内容は不明。
ラタフェス
★5装備の出現率が2倍、強力な8種の円卓の騎士武器が排出対象に追加されるガチャ。武器を入手すると円卓の騎士の騎士因子がおまけで付いてくる。初入手の騎士因子の場合、その騎士を仲間にすることが出来る。
ルーン
武器にセットして使用するアイテム、複数セットすることでセットボーナス効果が発動するものもある。
レーダー
模造の器から出現する騎士の出現率が30分間上昇するアイテム。
レリック武器
性能は通常武器よりも低いが、武器スキルの強化素材として使ったり、分解して進化素材に変換出来る。
L.O.K.I.因子
マーリンが製造した円卓の騎士に配合されている特殊な因子。元々はノルン達のものであったらしい。
ロビー(庭園区、居住区)
プレイヤー間の交流が出来る広場。

## ステージ一覧
ヴィグリード丘陵(チュートリアル)
アーサーとして、初めの第一歩を踏み出す地。
ムスペルヘイム火山帯(火山エリア)
暴走状態の騎士が多数目撃されているエリア。
コナハト氷河墓地(氷河エリア)
霜の巨人ヨトゥンの襲撃を受けているエリア。
ブロセリアンド樹海晶洞(森林エリア)
元々はリエンス王が治めている領地だったが、外敵側に寝返って外敵を引き入れたことによって殺された。今は外敵の女王・セルディック王や外敵のドラゴン・ファフニールが占拠する外敵の支配下になっている。エルフなどの種族も住んでいるエリア。
ヘヴリディーズ浮遊遺跡(古代神殿エリア)
ランスロットが重要視しているエリア。認識力に影響を及ぼす類いの魔法力が働いていてその力はラタトスクのナビ機能の位置情報にまで影響を及ぼす。
ゴア魔導実験炉(魔導実験炉エリア)
霞の旅団の副団長ボールスが何かを守っているエリア。

## 限定ハント
期間限定で各エリアにキャラハント可能な騎士が出現するイベント。
「ペリアス」氷エリア(コナハト氷河墓地)
(2018年10月9日)
「ローエングリン」闇エリア(ゴア魔導実験炉)
(2018年10月24日)
「シーザー」火エリア(ムスペルヘイム火山帯)
(2018年11月7日)
「エニード」光エリア(ヘヴリディーズ浮遊遺跡)
(2018年11月28日)
「ジャンヌダルク」風エリア(ブロセリアンド樹海晶洞)
(2018年12月12日)

## イベント
期間限定クエストやタイムアタックイベント。
「スケアクロウ討伐戦【火】」
(2018年10月17日)
「トリックトレント討伐戦【光】」
(2018年11月2日)
「スピードスターアーサーズ」
(2018年11月4日)
タイムアタック専用に設けられたマップをいかに速く走破できるかを競うイベント。
「小祭性MA開催記念クエスト」
(2018年11月15日)
「ガチャ祭りクエスト」
(2018年11月19日)
ガチャ祭りの鍵で挑戦出来る期間限定クエスト。
「小祭性チャレンジクエスト」(ヒルディスヴィン【闇】)
(2018年11月23日)
「スケアクロウ討伐戦【闇】」
(2018年12月5日)
「転空のクロックタワー」(タイムアタック)
(2018年12月5日)
「叛逆性クエスト【団長】」
(2018年12月19日)
「クリスマス記念クエスト」
(2018年12月21日)
「叛逆性クエスト【山猫】」
(2018年12月23日)
「叛逆性クエスト【錬金】」
(2018年12月27日)
「ヒルディスヴィン討伐戦【氷】」
(2019年1月4日)
「戦国クエスト」
(2019年1月23日)
「スカフォータス討伐戦【闇】」
(2019年2月6日)
「チームバトルイベント」(3vs3のチームバトル)
(2019年2月6日)
「バレンタインクエスト」
(2019年2月13日)
「プリズンガード討伐戦【光】」
(2019年3月6日)
「ホワイトデークエスト」
(2019年3月6日)
「選別の使徒討伐戦【火】」
(2019年4月3日)
「暴走ガウェイン大討伐戦」黒炎に歪む煌剣
(2019年4月3日)
「春のハント祭り！」ゴールデンウィークイベント
(2019年4月26日)
「ロット王大討伐戦」潰廃と降つ廻天の王
(2019年5月1日)
「ヒルディスヴィン討伐戦【光】」
(2019年5月1日)
「ユミル大討伐戦」冷たき墓地に立つ者
(2019年6月5日)
「スケアクロウ討伐戦【氷】」
(2019年6月5日)
「ベルセルク大討伐戦」朧に霞む影法師
(2019年7月3日)
「選別の使徒討伐戦【闇】」
(2019年7月3日)
「ファフニール大討伐戦」大晶洞に轟く王城」
(2019年7月31日)
「プリズンガード討伐戦【風】」
(2019年7月31日)
「屹立せし三銃士」
(2019年10月2日)
「乖離性クエスト【富豪】【歌姫】」
(2019年11月6日)
「乖離性クエスト【傭兵】【盗賊】」
(2019年12月4日)

## ギルドオーダー
嵐翼竜リンドブルム
(2018年11月16日)
凍幻鷲フレースヴェルグ
(2019年12月7日)
灼潜魔クラーケン
(2019年1月16日)
聖鋼艇ナグルファル
(2019年2月20日)
冥猟機アインへリアル
(2019年3月20日)
嵐猟機アインへリアル
(2019年4月17日)
冥幻鷲フレースヴェルグ
(2019年5月22日)
灼鋼艇ナグルファル
(2019年6月19日)
聖潜魔クラーケン
(2019年7月17日)
凍翼竜リンドヴルム
(2019年8月21日)
「黒白の王ペリノア」黒白の王、黒煙に消ゆ
(2019年9月18日)
「ユグドラシル総力戦」
(2019年10月16日)

## コラボレーション
叛逆性コラボ(2018年12月19日)
同シリーズ作品である『叛逆性ミリオンアーサー』とのコラボイベント。
団長、山猫、錬金のコラボ騎士(イラストレーター - NIL)の騎士因子が入手可能な専用ガチャの他、叛逆性キャラをモチーフにした限定武器やチェンジ衣装が入手できる「叛逆性クエスト」も開催された。
乖離性コラボ(2019年11月6日)
同シリーズ作品である『乖離性ミリオンアーサー』とのコラボイベント。
傭兵、富豪、盗賊、歌姫のコラボ騎士(イラストレーター - あっきー人)の騎士因子が入手可能な専用ガチャの他、「乖離性クエスト」も開催された。
※ 各コラボキャラはオリジナルの「アーサー」ではなく、複製された「騎士」として登場。

## リアルイベント
御祭性ミリオンアーサー 2018 in 舞浜アンフィシアター(2018年3月21日)
出演：岩野弘明、鈴木大地、山﨑裕介、琢磨尚文
ゲスト：明坂聡美、長妻樹里、ランズベリー・アーサー
小祭性ミリオンアーサー 大阪(2018年11月10日)
会場：梅田センタービル/クリスタルホール
ゲスト：明坂聡美
公共性ミリオンアーサー(2018年11月19日〜11月25日)
東京メトロ丸ノ内線、新宿駅のメトロプロムナードにて行われ、“見知らぬ4人が、公共の場で交差し、響きあう。”をコンセプトに、4人のプレイヤーで協力してクエストを攻略する体験型リアルイベント。リアルガチャの体験コーナーやイベント限定デザインのクリアファイルなどのグッズ配布も行われた。
小祭性ミリオンアーサー 東京(2018年11月23日)
会場：EBiS303 イベントホール
出演：岩野弘明、琢磨尚文、鈴木大地、山﨑裕介
ゲスト：明坂聡美、茜屋日海夏、ランズベリー・アーサー

## 公式生放送
『交響性ミリオンアーサー』公式生放送 #1(2018年5月17日)
出演：岩野弘明、山﨑裕介
ゲスト：大久保瑠美
『ミリオンアーサー』シリーズ合同生放送(2018年6月26日)
出演：岩野弘明、鈴木大地、山﨑裕介、琢磨尚文
ゲスト：明坂聡美、水瀬いのり
『交響性ミリオンアーサー』＆『ミリオンアーサー アルカナブラッド』合同生放送(2018年8月31日)
出演：岩野弘明、山﨑裕介、琢磨尚文
ゲスト：明坂聡美
「ミリオンアーサー」シリーズ公式生放送(2018年10月15日)
出演：岩野弘明、山﨑裕介、琢磨尚文、鈴木大地
『交響性ミリオンアーサー』公式生放送 #2(2018年11月15日)
出演：岩野弘明、山﨑裕介
ゲスト：大久保瑠美